# Sainte-Croix-du-Mont
Pour les articles homonymes, voir Sainte-Croix.
Pour le vin, voir sainte-croix-du-mont (AOC).
Sainte-Croix-du-Mont (Senta Crotz dau Mont en occitan) est une commune du Sud-Ouest de la France, située dans le département de la Gironde (région Nouvelle-Aquitaine).
Ses habitants sont appelés les Montécruciens ou Montécruziens.

## Géographie

### Localisation

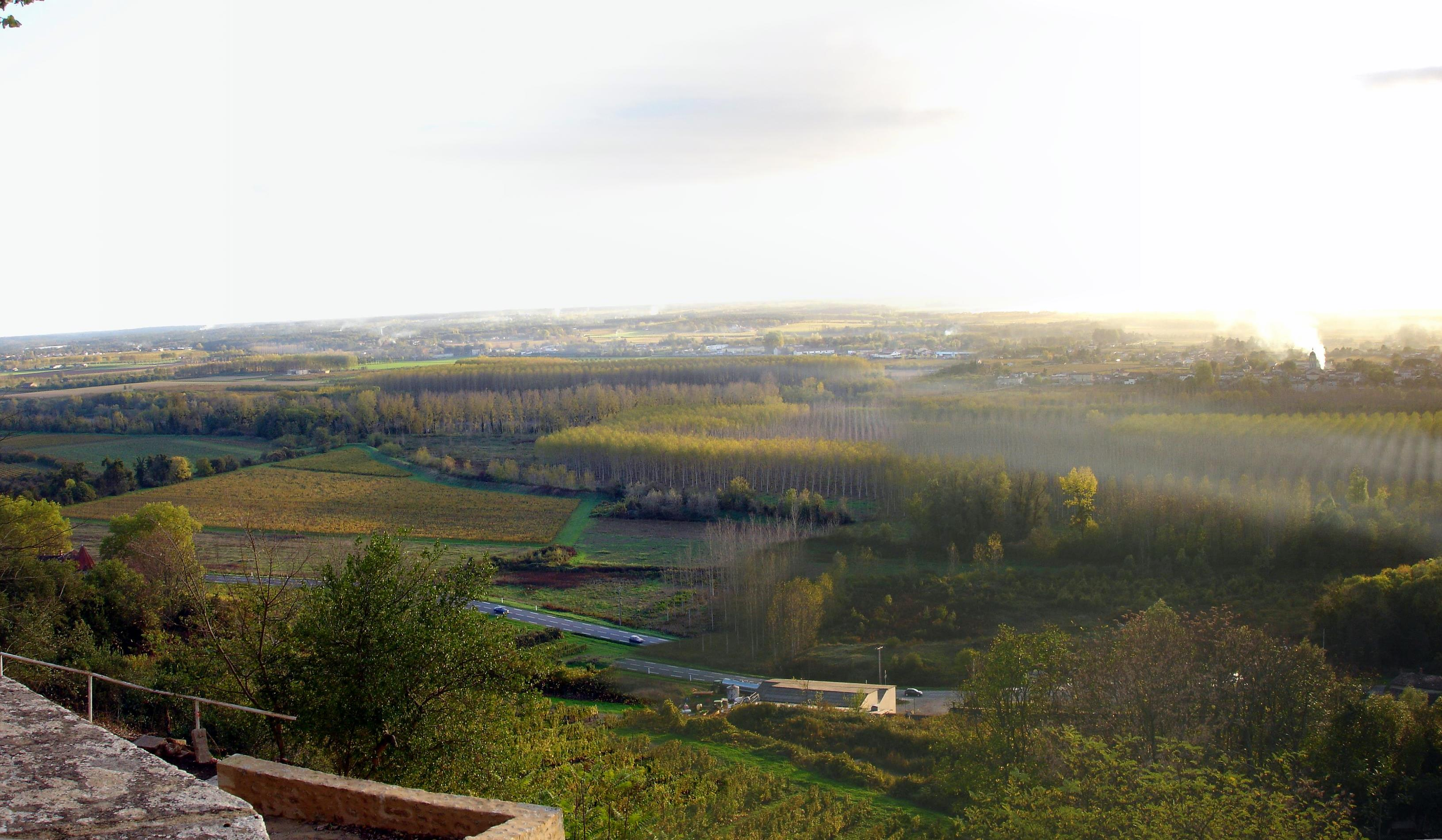
Panorama depuis le parvis du château (nov. 2005)

La commune de Sainte-Croix-du-Mont se situe sur la rive droite de la Garonne à 41 km au sud-est de Bordeaux, chef-lieu du département, à 7 km au nord-ouest de Langon chef-lieu d'arrondissement et à 7 km au sud-est de Cadillac-sur-Garonne, ancien chef-lieu de canton.

### Communes limitrophes
Les communes limitrophes sont Loupiac au nord-nord-ouest, Gabarnac au nord, Semens au nord-est et Verdelais à l'est et au sud.
Sainte-Croix-du-Mont est séparé par la Garonne de Preignac à l'ouest et de Barsac à l'extrême nord-ouest.
| Loupiac Barsac Rive gauche | Gabarnac             | Semens    |
| de la Preignac Garonne     | Sainte-Croix-du-Mont |           |
|                            |                      | Verdelais |

### Climat
Pour des articles plus généraux, voir Climat de la Nouvelle-Aquitaine et Climat de la Gironde.
Historiquement, la commune est exposée à un climat océanique aquitain. 
En 2020, Météo-France publie une typologie des climats de la France métropolitaine dans laquelle la commune est exposée à un climat océanique et est dans la région climatique Aquitaine, Gascogne, caractérisée par une pluviométrie abondante au printemps, modérée en automne, un faible ensoleillement au printemps, un été chaud (19,5 °C), des vents faibles, des brouillards fréquents en automne et en hiver et des orages fréquents en été (15 à 20 jours).
Pour la période 1971-2000, la température annuelle moyenne est de 12,7 °C, avec une amplitude thermique annuelle de 15,5 °C. Le cumul annuel moyen de précipitations est de 821 mm, avec 10,9 jours de précipitations en janvier et 6,6 jours en juillet. Pour la période 1991-2020, la température moyenne annuelle observée sur la station météorologique la plus proche, située sur la commune de Sauternes à 8 km à vol d'oiseau, est de 13,9 °C et le cumul annuel moyen de précipitations est de 859,6 mm,. Pour l'avenir, les paramètres climatiques de la commune estimés pour 2050 selon différents scénarios d'émission de gaz à effet de serre sont consultables sur un site dédié publié par Météo-France en novembre 2022.

## Urbanisme

### Typologie
Au 1er janvier 2024, Sainte-Croix-du-Mont est catégorisée bourg rural, selon la nouvelle grille communale de densité à sept niveaux définie par l'Insee en 2022.
Elle est située hors unité urbaine. Par ailleurs la commune fait partie de l'aire d'attraction de Bordeaux, dont elle est une commune de la couronne,. Cette aire, qui regroupe 275 communes, est catégorisée dans les aires de 700 000 habitants ou plus (hors Paris),.

### Occupation des sols

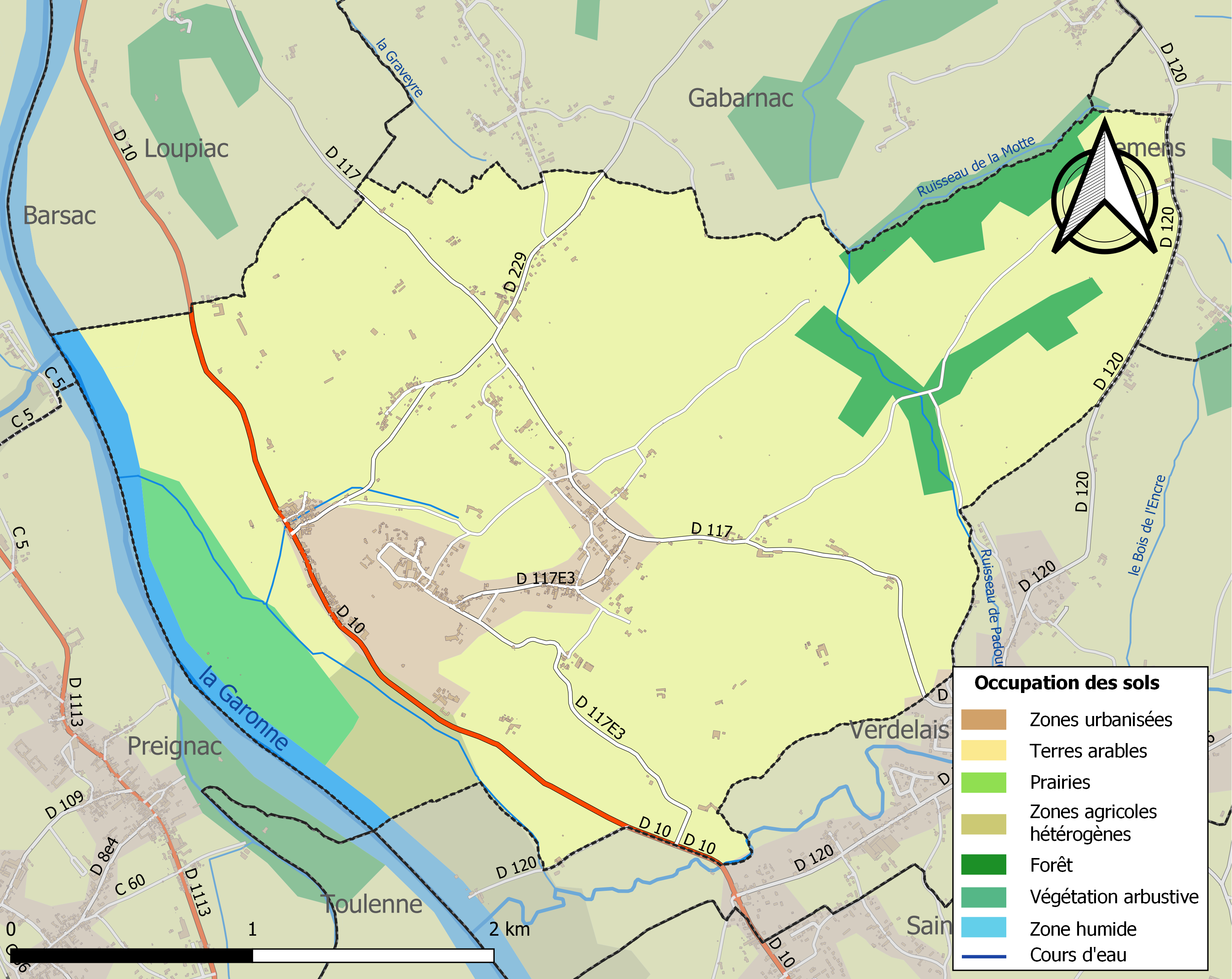
Carte des infrastructures et de l'occupation des sols de la commune en 2018 (CLC).

L'occupation des sols de la commune, telle qu'elle ressort de la base de données européenne d’occupation biophysique des sols Corine Land Cover (CLC), est marquée par l'importance des territoires agricoles (80,5 % en 2018), en diminution par rapport à 1990 (87 %). La répartition détaillée en 2018 est la suivante : 
cultures permanentes (77,6 %), zones urbanisées (7,3 %), forêts (5 %), milieux à végétation arbustive et/ou herbacée (4,4 %), zones agricoles hétérogènes (2,9 %), eaux continentales (2,8 %). L'évolution de l’occupation des sols de la commune et de ses infrastructures peut être observée sur les différentes représentations cartographiques du territoire : la carte de Cassini (XVIIIe siècle), la carte d'état-major (1820-1866) et les cartes ou photos aériennes de l'IGN pour la période actuelle (1950 à aujourd'hui).

### Voies de communication et transports
La commune est traversée, en dehors du bourg, par la route départementale D10 qui mène, vers le nord-ouest, à Cadillac-sur-Garonne et vers le sud-est, à Saint-Maixant et au-delà à Langon.
L'accès le plus proche à l'autoroute A62 (Bordeaux-Toulouse) est celui de  3 Langon distant de 7,5 km par la route vers le sud-est.
L'accès  1 Bazas à l'autoroute A65 (Langon-Pau) se situe à 20 km vers le sud.
La gare SNCF la plus proche est celle, distante de 6,5 km par la route vers le sud-est, de Langon sur la ligne Bordeaux-Sète du TER Nouvelle-Aquitaine.

### Risques majeurs
Le territoire de la commune de Sainte-Croix-du-Mont est vulnérable à différents aléas naturels : météorologiques (tempête, orage, neige, grand froid, canicule ou sécheresse), inondations, mouvements de terrains et séisme (sismicité très faible). Un site publié par le BRGM permet d'évaluer simplement et rapidement les risques d'un bien localisé soit par son adresse soit par le numéro de sa parcelle.
Certaines parties du territoire communal sont susceptibles d’être affectées par le risque d’inondation par débordement de cours d'eau, notamment la Garonne et le ruisseau le Galouchey. La commune a été reconnue en état de catastrophe naturelle au titre des dommages causés par les inondations et coulées de boue survenues en 1982, 1983, 1991, 1997, 1999, 2009, 2020 et 2021,.
Les mouvements de terrains susceptibles de se produire sur la commune sont des affaissements et effondrements liés aux cavités souterraines (hors mines) et des éboulements, chutes de pierres et de blocs. Par ailleurs, afin de mieux appréhender le risque d’affaissement de terrain, un inventaire national permet de localiser les éventuelles cavités souterraines sur la commune.

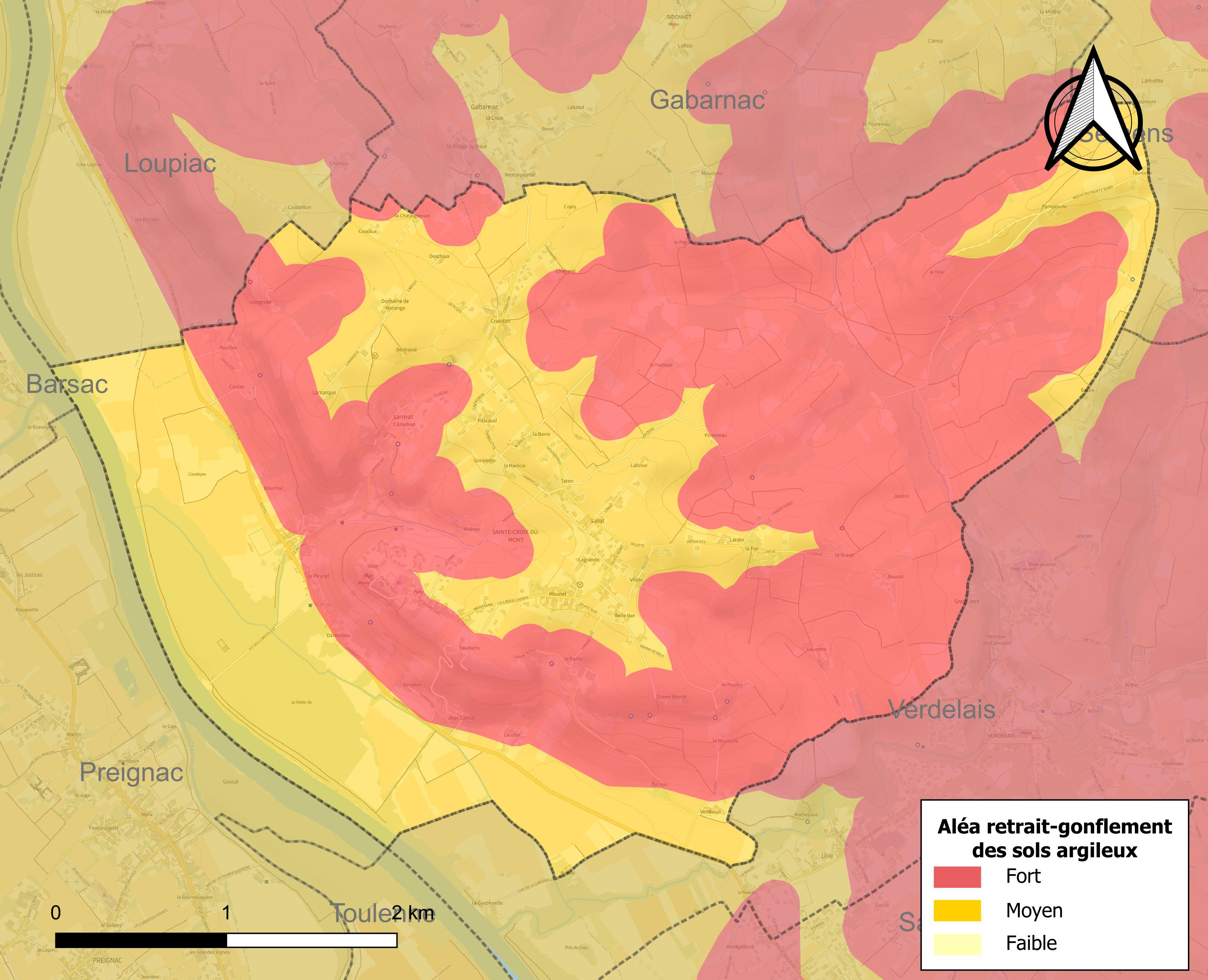
Carte des zones d'aléa retrait-gonflement des sols argileux de Sainte-Croix-du-Mont.

Le retrait-gonflement des sols argileux est susceptible d'engendrer des dommages importants aux bâtiments en cas d’alternance de périodes de sécheresse et de pluie. La totalité de la commune est en aléa moyen ou fort (67,4 % au niveau départemental et 48,5 % au niveau national). Sur les 425 bâtiments dénombrés sur la commune en 2019, 425 sont en aléa moyen ou fort, soit 100 %, à comparer aux 84 % au niveau départemental et 54 % au niveau national. Une cartographie de l'exposition du territoire national au retrait gonflement des sols argileux est disponible sur le site du BRGM,.
Concernant les mouvements de terrains, la commune a été reconnue en état de catastrophe naturelle au titre des dommages causés par la sécheresse en 2003, par des mouvements de terrain en 1999, par des glissements de terrain en 1997 et par des éboulements et/ou chutes de blocs en 1996.

## Histoire
À la Révolution, la paroisse Sainte-Croix-du-Mont forme la commune de Sainte-Croix-du-Mont.

## Démographie
L'évolution du nombre d'habitants est connue à travers les recensements de la population effectués dans la commune depuis 1793. Pour les communes de moins de 10 000 habitants, une enquête de recensement portant sur toute la population est réalisée tous les cinq ans, les populations de référence des années intermédiaires étant quant à elles estimées par interpolation ou extrapolation. Pour la commune, le premier recensement exhaustif entrant dans le cadre du nouveau dispositif a été réalisé en 2005.

En 2022, la commune comptait 841 habitants, en évolution de −6,66 % par rapport à 2016 (Gironde : +6,91 %, France hors Mayotte : +2,11 %).
| 1793  | 1800  | 1806  | 1821  | 1831  | 1836  | 1841  | 1846  | 1851  |
| ----- | ----- | ----- | ----- | ----- | ----- | ----- | ----- | ----- |
| 1 208 | 1 107 | 1 137 | 1 237 | 1 126 | 1 147 | 1 128 | 1 076 | 1 034 |

| 1856  | 1861 | 1866  | 1872  | 1876  | 1881 | 1886 | 1891 | 1896  |
| ----- | ---- | ----- | ----- | ----- | ---- | ---- | ---- | ----- |
| 1 005 | 963  | 1 013 | 1 031 | 1 062 | 967  | 958  | 979  | 1 048 |

| 1901  | 1906  | 1911  | 1921 | 1926 | 1931 | 1936 | 1946 | 1954 |
| ----- | ----- | ----- | ---- | ---- | ---- | ---- | ---- | ---- |
| 1 114 | 1 118 | 1 052 | 936  | 946  | 919  | 830  | 840  | 870  |

| 1962 | 1968 | 1975 | 1982 | 1990 | 1999 | 2005 | 2006 | 2010 |
| ---- | ---- | ---- | ---- | ---- | ---- | ---- | ---- | ---- |
| 928  | 926  | 846  | 820  | 804  | 844  | 819  | 824  | 899  |

| 2015 | 2020 | 2022 | - | - | - | - | - | - |
| ---- | ---- | ---- | - | - | - | - | - | - |
| 900  | 848  | 841  | - | - | - | - | - | - |

## Économie
Sainte-croix-du-mont est aussi une appellation viticole AOC s’étendant sur 450 ha et plantée des cépages sémillon, sauvignon, et muscadelle.

## Lieux et monuments
- L'Église de Sainte-Croix-du-Mont, pour l'essentiel du XIXe siècle, domine également la vallée de la Garonne. Elle est protégée en tant que monument historique depuis 1925 pour son portail occidental qui date du XIIe siècle[29].
- Le château de Tastes, à l'origine du XIVe siècle, a été reconstruit entre le XVe et le XVIe siècle et très restauré au XIXe siècle[30]. Dominant la vallée de la Garonne, il est devenu la mairie du village en 1972.
- Le château Bertranon construit en 1727 par les architectes Jean Laclotte et Etienne Laclotte[31].
- Une grotte creusée dans un banc d'huîtres fossiles est située sous le château et l'église dans une falaise calcaire à huîtres datant du Burdigalien.

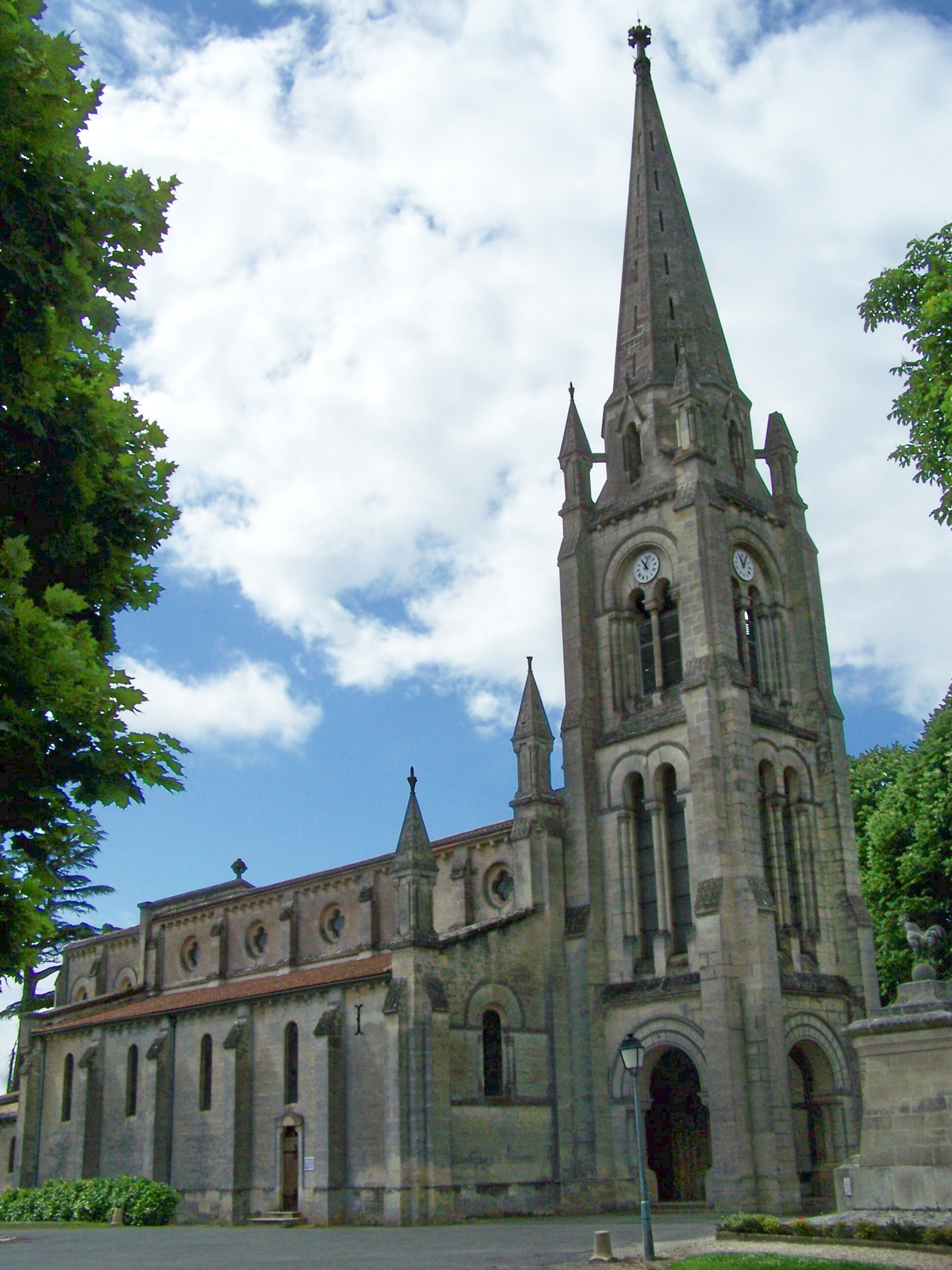
L'église Sainte-Croix (mai 2009)
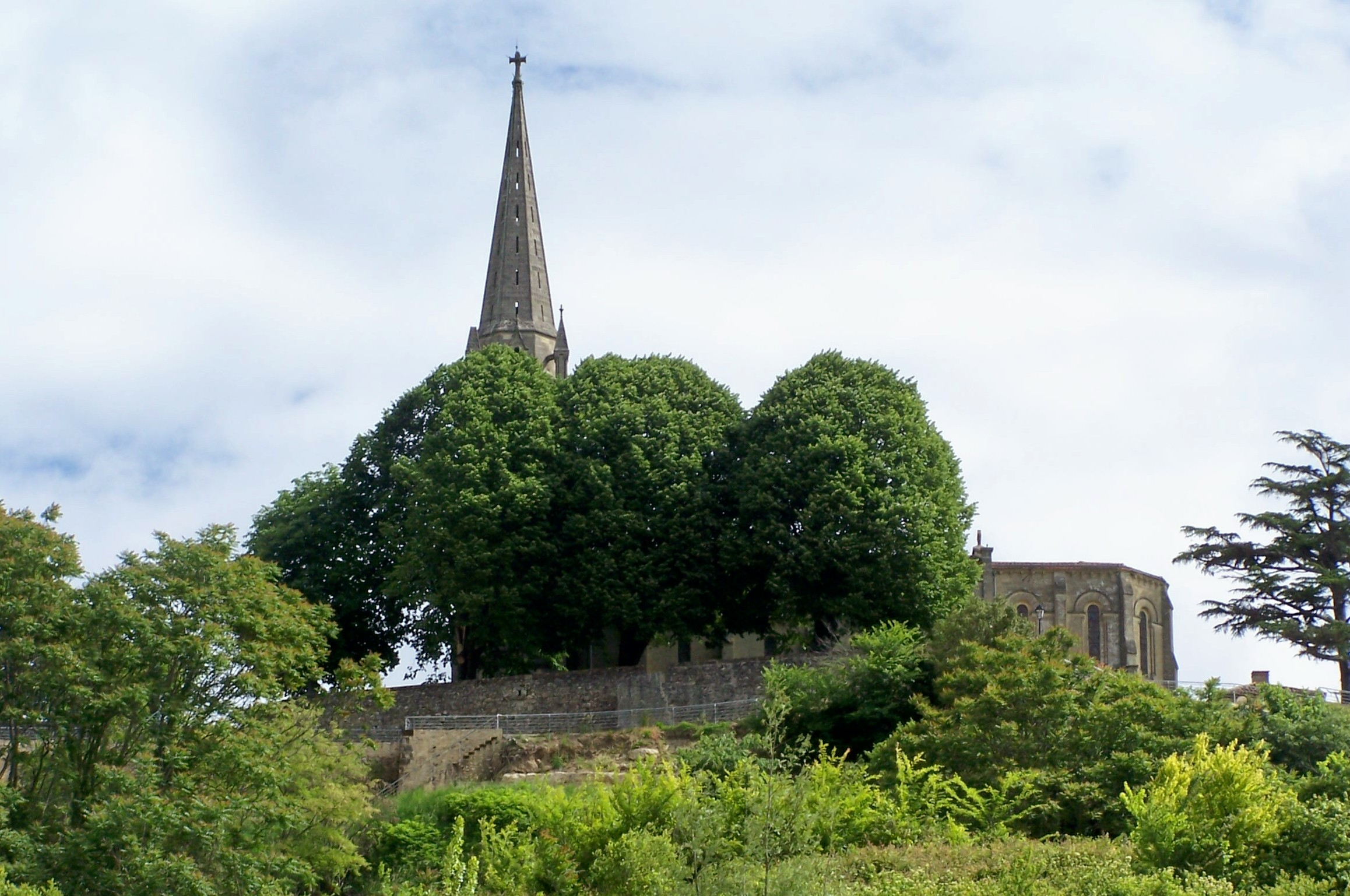
L'église vue de la route départementale 10 (mai 2009)
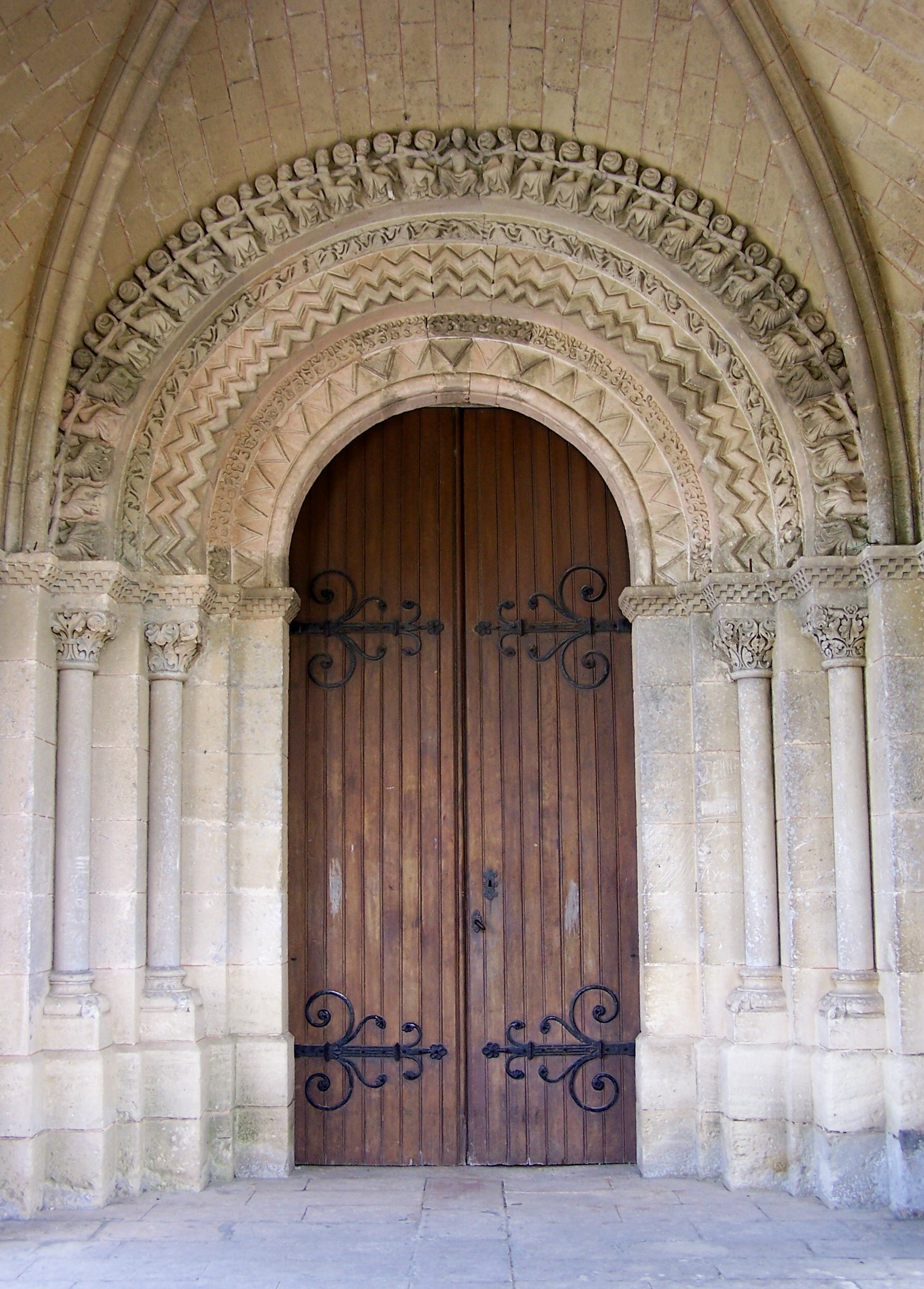
Le portail protégé MH (mai 2009)
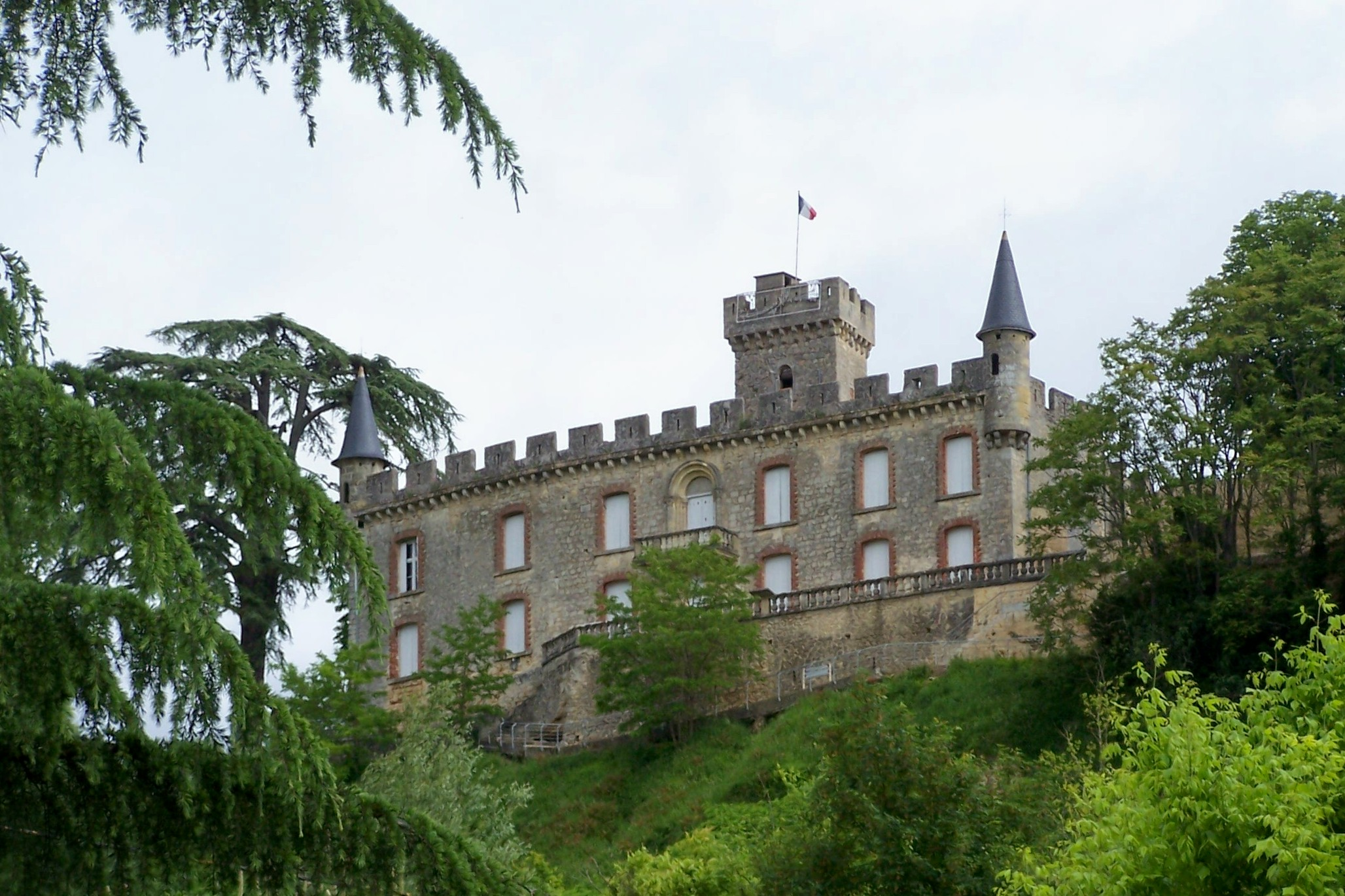
Le château vu de la route départementale 10 (mai 2009)
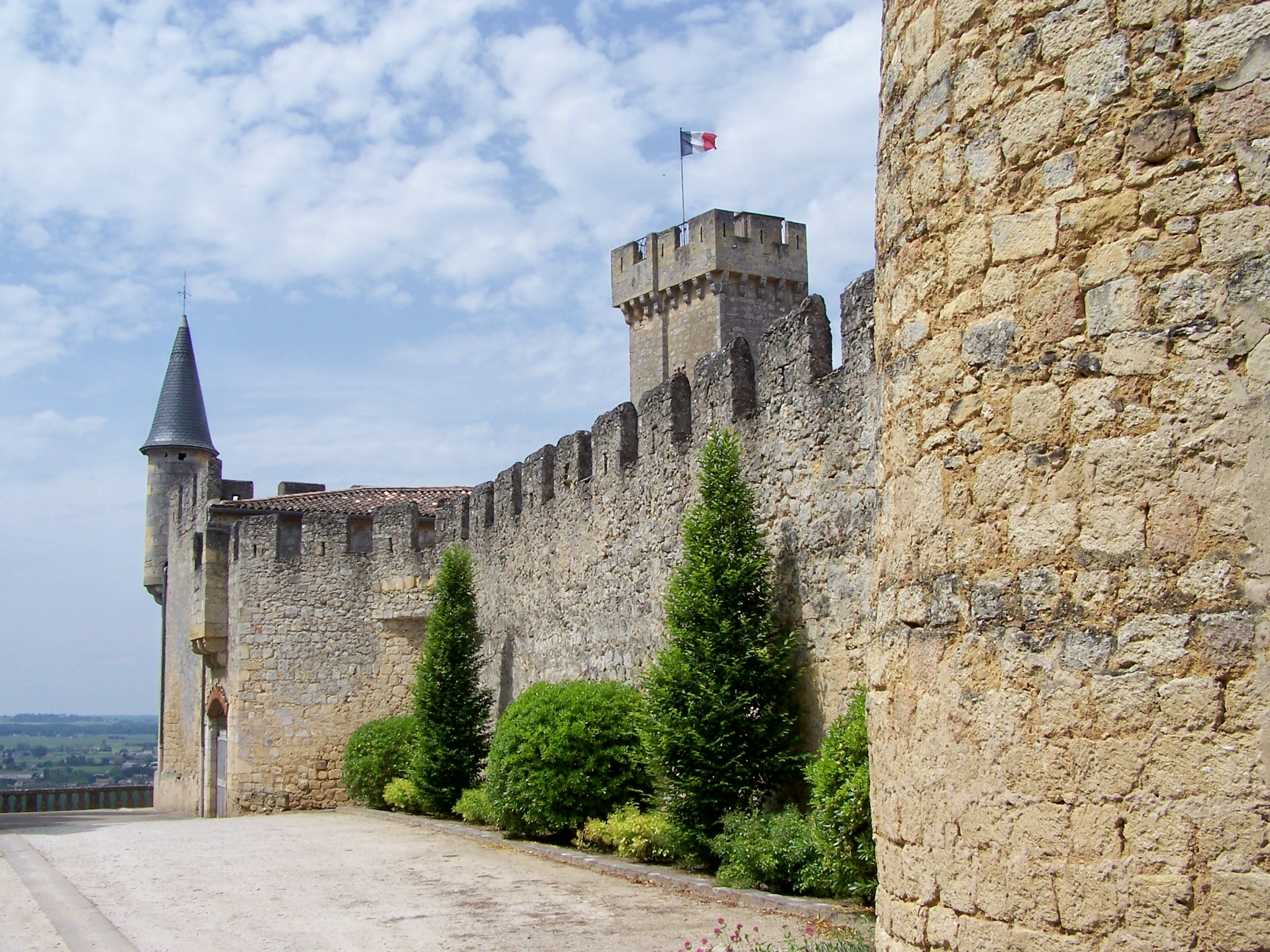
Façade est du château (mai 2009)
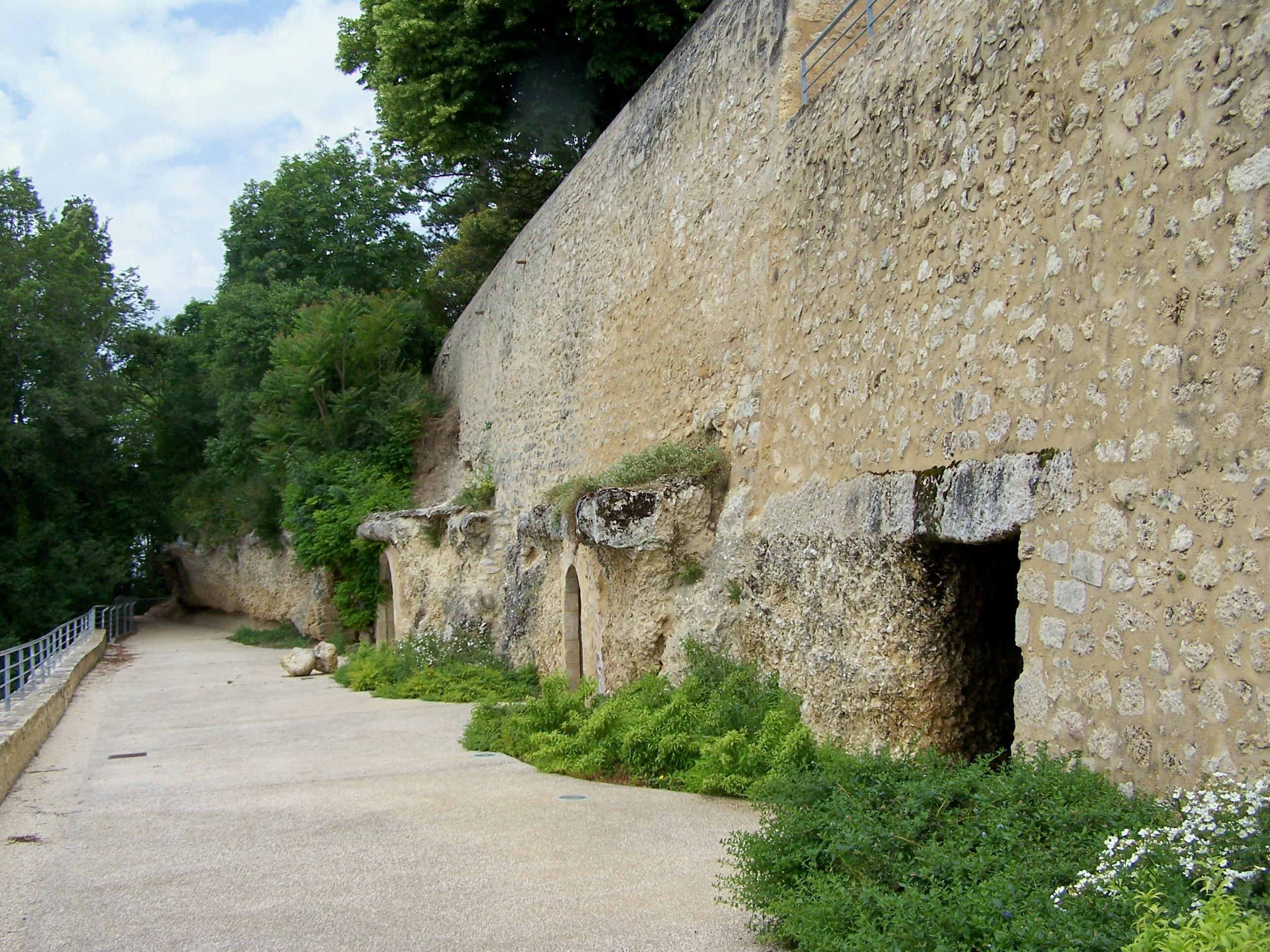
Sous le château, la falaise aux huîtres (mai 2009)
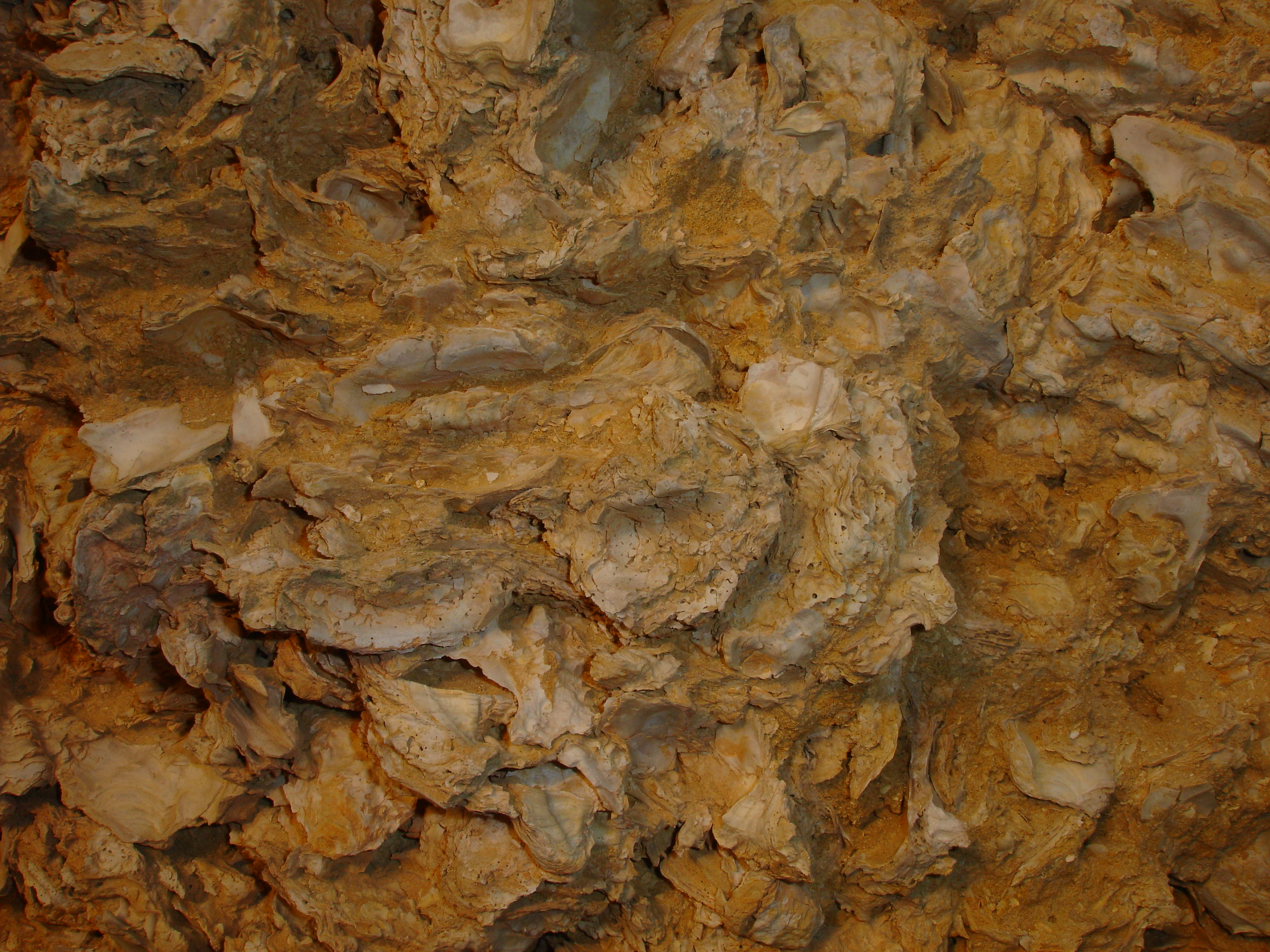
Huîtres fossiles de la falaise (nov. 2005)
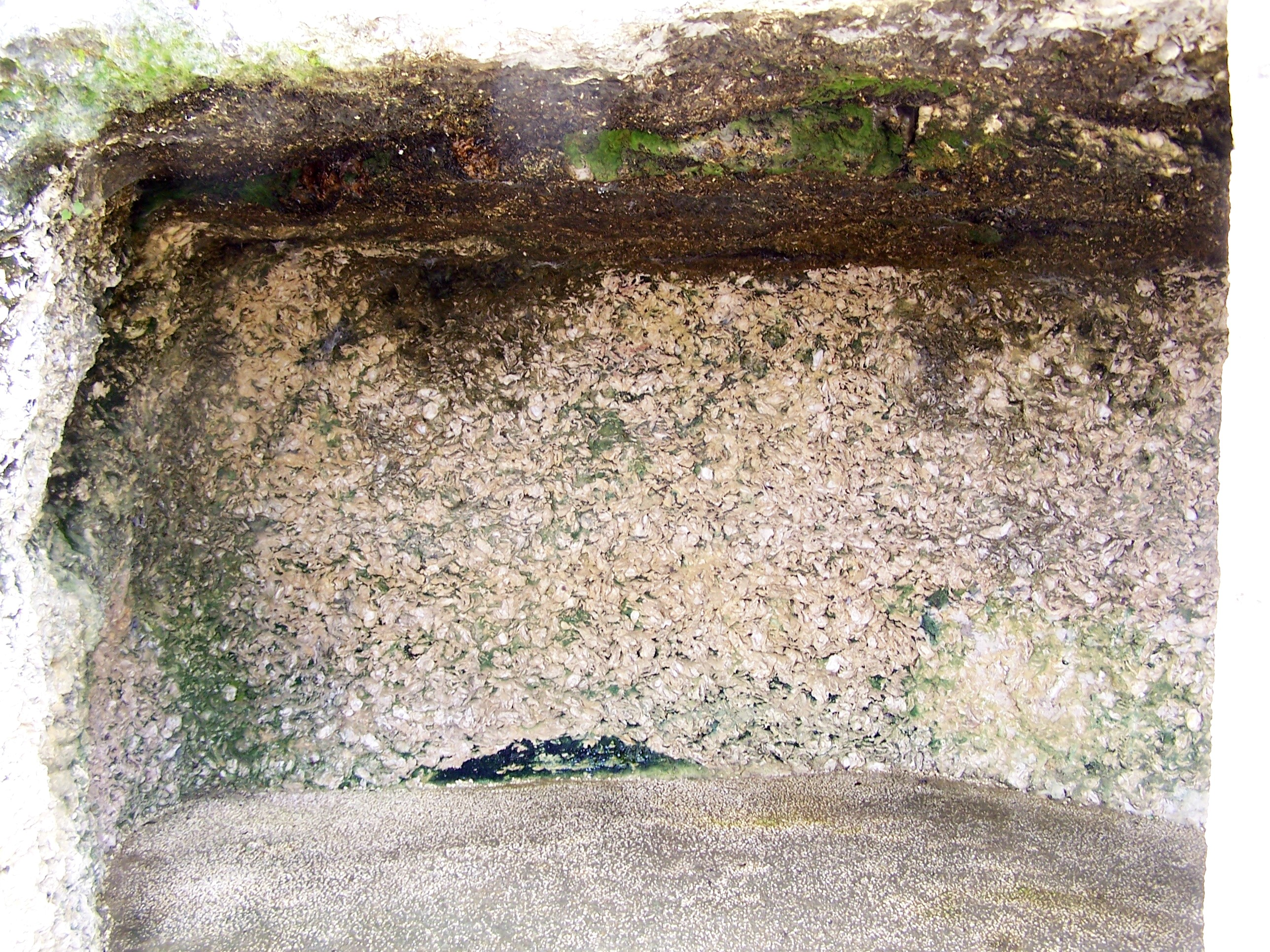
Une grotte aux murs recouverts d'huîtres (mai 2009)
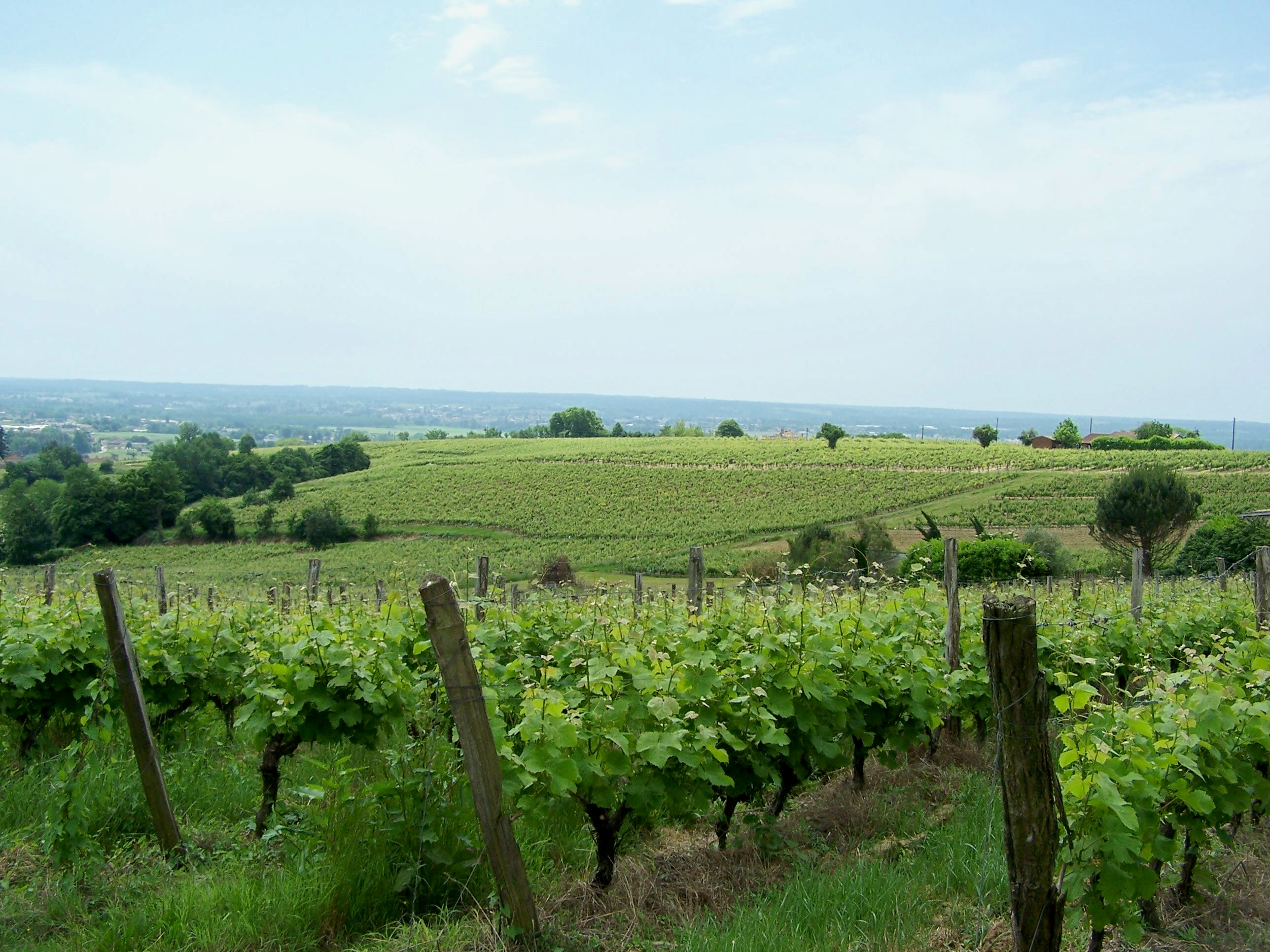
Vue du vignoble (mai 2009)
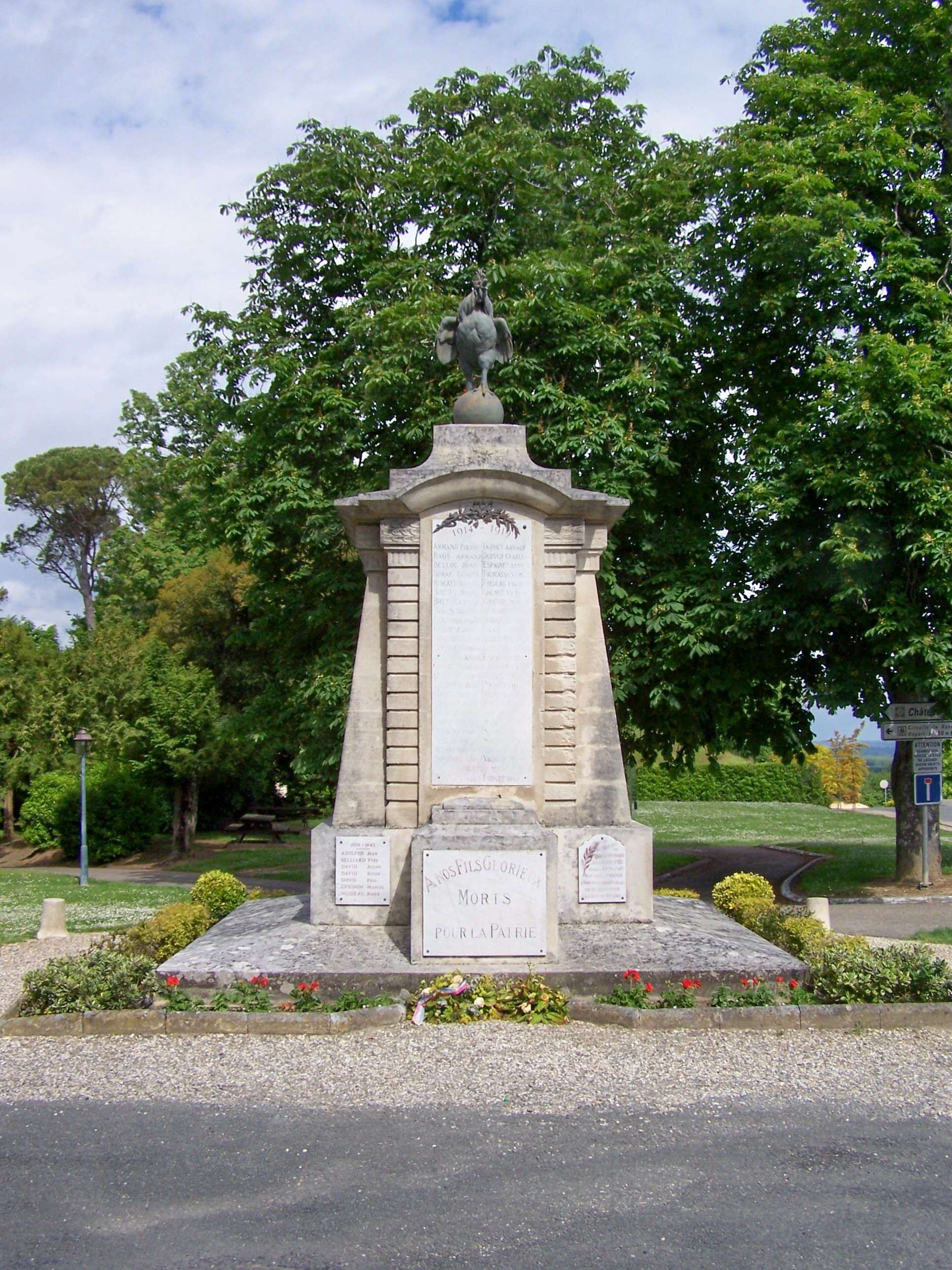
Le monument aux morts devant l'église (mai 2009)

## Personnalités liées à la commune
- Étienne Mazet homme politique français né le 7 novembre 1800 à Sainte-Croix-du-Mont et décédé le 1er juillet 1876 à La Réole.
- José Gonzalvo Uson, (1921-2012), décédé à Sainte-Croix-du-Mont, officier de l'Armée populaire de la République Espagnole.